# تواصل رمزي
التواصل الرمزي هو تبادل الرسائل التي تغير التوقع المسبق للأحداث. ومن الأمثلة على ذلك تكنولوجيا الاتصالات الحديثة وتبادل المعلومات بين الحيوانات. يتم فتح عالم من الاحتمالات، من خلال الإشارة إلى الأشياء والأفكار غير الموجودة في وقت الاتصال. بالنسبة للبشر، تضاعفت هذه العملية لتؤدي إلى الوضع الحالي للحداثة. الرمز هو أي شيء يقوله أو يفعله أحدهم لوصف شيء ما، وقد يكون لهذا الشيء مجموعة من المعاني الكثيرة. بمجرد أن يتم تعلم الرموز من قبل مجموعة معينة، يبقى هذا الرمز مرتبط بذلك الشيء. يتضمن الاتصال الرمزي الإيماءات ولغة الجسد وتعبيرات الوجه، وكذلك الآهات والأصوات التي يمكن أن تشير إلى ما يريده الفرد دون الحاجة إلى التحدث. يقول البحث أن حوالي 55 ٪ من جميع الاتصالات تنبع من لغة غير لفظية. تمتد نطاقات التواصل الرمزي من لغة الإشارة إلى طريقة برايل إلى مهارات الاتصال عن طريق اللمس.

## نماذج التواصل

نموذج الاتصالات لـشانون و ويفر

يُصور نموذج شانون ويفر للتواصل التواصل الأساسي بين شخصين. يرسل المرسل (المصدر) في هذه العملية الخطية رسالة أو إشارة إلى المتلقي، والتي في نهاية المطاف سوف تصل إلى وجهتها. تنشأ الضوضاء الموجودة داخل هذا النموذج من الاضطرابات التي تحدث في الحياة اليومية. قد تكون هذه هي البيئة التي يتواجد فيها الأفراد، أو الأشخاص من حولهم أو العوامل المختلفة التي تؤثر على كيفية تلقي الرسالة أو إذا تم تلقيها. يُشكل نموذج شانون ويفر سابقة للتواصل الرمزي، وذلك باستخدام الدلالات لإنشاء أساس للغة. مع اللعب بالدلالات، يمكن للباحثين فهم الرموز ليس فقط في بيئتها، ولكن أيضاً استراتيجيات الاتصال الرمزية الأخرى.
اقترح طالب الدكتوراه من جامعة تكساس، ديل هوكينز، نموذجًا للتواصل الذي يصور كيفية استخدام الرموز كمحادثة، إذا استجاب لها فرد. المحددات التي تحدد هذه العملية على التوالي هي المصدر والمستلم. العمليات الأربع التي يقوم بها المصدر في هذا النموذج هي الاستشعار، والحمل، والترميز، والإرسال. يتلقى المتلقي المعلومات ويترجمها ويستوعبها استجابةً لذلك. أثناء هذه العملية، يتناوب المصدر والمتلقي على التواصل وبالتالي يترك النموذج يتدفق دوريًا. (انظر النظرية التنظيمية) بمجرد معرفة معنى الرمز في المجتمع، من المعتاد أن يرد عليه الفرد تمامًا كما كان يفعل من قبل. إذا تم إعطاء رمز غير معروف في مجتمع الفرد، فستستغرق الاستجابة وقتًا أطول. وذلك لأن الفرد لا يعرف معنى الرمز للمصدر. نظرًا لأن الرمز قد يكون له معنى مختلف للمصدر والمستقبل، فقد يستغرق الفرد الذي يتلقى المعلومات وقتًا أطول لمعالجته لأنه يحتاج إلى معرفة معنى الرمز. قد يستخدمون أدلة السياق أو المعرفة الموجودة للمساعدة في فك تشفير رسائل محددة.

## التواصل الرمزي بين البشر
يُعرف التواصل الرمزي بين البشر على أنه الاستخدام الخاضع للقواعد لنظام الرموز التعسفية التي يتفق مجتمع المستخدمين على تعريفها واستخدامها.
تعتبر الرموزهي الدلالة التي تمثل المعنى (المدلول). لا يمكن تصنيف الكلام والكلمات والشخصيات السمعية فقط في الأشكال المرئية المطبوعة والأشياء المادية والأزياء والملابس والأفراد والفعاليات على أنها رموز. كذلك يمكن لأي كيان، طبيعي أو اجتماعي، جسدي أو عقلي، ملموس أو غير ملموس، أن يكون رمزًا طالما أنه يمكن توظيفه لتمثيل شيء آخر.

### التطور التاريخي للتواصل الرمزي
لا تزال قضية منشأ التواصل الرمزي تُمثل مشكلة مفتوحة مثيرة للجدل، حيث أنها تفتقر إلى السجل العتيق لها. إلا أنه مع ذلك، فقد تم التكهن بأن Homo erectus بدأ منذ 1.9 مليون عام في استخدام فن التمثيل الإيمائي للتواصل مما سمح لأسلافنا بنقل المعلومات والخبرات.
وبالتالي فإن الانتقال من الاتصال الفهرسي إلى التواصل الرمزي هو تغيير تطوري رئيسي لأنه قد يشير إلى أصل اللغة  والفكر الرمزي.
في عام 1980، قام جياكومو ريزولاتي بدراسة على قرود المكاك، اكتشف فيها فئة من الخلايا العصبية تعرف لاحقًا باسم خلية عصبية مرآتية حيث يتم تنشيطها استجابةً لأفعال مختلفة سواء تم تنفيذ الحدث أو الفعل من قبل أنفسنا أو غيرنا. إنها واحدة من القواعد العصبية للاتصال مع الآخرين. من المعروف أيضًا أن هذه الخلايا العصبية المرآة يتم تنشيطها عندما يتم تمثيل تمثيلات «رمزية» لأفعال مثل التمثيل الصامت والكلام والقراءة. هذا سمح لأسلافنا وأجدادنا لتعلم ونقل الأشكال الأساسية للتمثيلات الرمزية للتواصل.
يمكن بعد ذلك تعليم مهارات مثل الصيد والحرفية بطريقة تقليدية. سمح لهم استخدام الإيماءات الصامتة أيضًا بوصف الماضي والحاضر والمستقبل مما سمح لهم إعادة تمثيل الأحداث خارج سياقها المباشر. ثم تطورت كمية وتعقيدات هذه الإيماءات الصامتة مع مرور الزمن، وخلقت لغة المحاكاة بما فيه الكفاية، وسمحت للإنسان المنتصب لخلق ثقافة تشبه ثقافة الإنسان الحديث.
بدأت الاتصالات المكتوبة أولاً من خلال استخدام الصور التوضيحية التي تم تطويرها ببطء إلى أشكالِ موحدة ومبسطة. ثم تم تطوير أنظمة الكتابة المشتركة مما أدى إلى ظهور الحروف الهجائية القابلة للتكيف.

### التواصل الرمزي الحديث
معظم التواصلات البشرية هي رمزية، مثلاً هناك درجة من التعسف بين المفهوم وكيف يتم توصيله. يقوم كل من التواصل الرمزي اللفظي وغير اللفظي بتوصيل معنى لا يمثل الإشارة نفسها إلى مترجم الإشارة.

#### التواصل الرمزي اللفظي
يٌعرف التواصل اللفظي بالتواصل الذي يكون فيه استخدام للكلمات المكتوبة والمنطوقة. قدم سوسور فكرة عدم وجود علاقة متأصلة بين استخدام البقرة باللغة الإنجليزية والفاش باللغة الفرنسية للدلالة على نفس المفهوم العقلي للتغذية العشبية في الأبقار. يجعل هذا الرابط التعسفي بين الكلمة، المكتوبة والمنطوقة، الاتصال رمزيًا في الطبيعة، بدلاً من فهرسياً .

#### التواصل الرمزي الغير اللفظي
يقوم التواصل الرمزي الغير اللفظي باستخدام أنظمة إشارة معروفة ومشتركة اجتماعياً. العلاقة بين الإشارة ومفهوم المدلول هي علاقة تعسفية كما هو طبيعة الحال في التواصل عن طريق الرموز اللفظية. ولا يستخدم التواصل الرمزي الغير اللفظي الكلمات وهذا على عكس التواصل الرمزي اللفظي. إلا أنه يمكن استخدام الأيقونات، المؤشرات، والرموز بدلاّ من ذلك
يجب عدم الخلط بين التواصل الرمزي الغير اللفظي والتواصل الغير اللفظي (NVC)، حيث أن التواصل الغير اللفظي يتضمن فئة أوسع تشمل التواصل غير الشفهي وكذلك الرمزي.

#### اللغات غير اللفظية
بما أن التواصل غير اللفظي هو تواصل غير لغوي ولا يستخدم الكلمات، فهناك بعض الأنظمة المصممة للمعاقين والتي لا يتم فيها استخدام أي كلمات، ولها قواعدها الخاصة وتعتبر أشكال تواصل لغوية.

##### نظام الكتابة اللمسي
تُعتبر طريقة بريل بأنها شكل من أشكال نظام الكتابة اللمسي. وهو يتألف من نقاط مرتفعة تختلف في عددها وترتيبها لِتُمثل حروف أبجدية وعلامات ترقيم ومجموعة من الحروف. تتم قراءة بريل من اليسار إلى اليمين بكلتا اليدين، وتسمح للأشخاص المكفوفين بتصور النص من خلال اللمس.

##### لغة الإشارة
يتم استخدام لغة الإشارة في بعض الأحيان للتواصل وذلك بالنسبة للأشخاص الذين يعانون من صعوبات في السمع. تستخدم لغة الإشارة مجموعة من الإيماءات باليد وتعبيرات الوجه والأوضاع الجسدية. كما هو الحال مع الكلام، فإن لغة الإشارة لها قواعد لغوية وبنية لغوية قد تختلف من مجتمع صم إلى آخر حول العالم.

##### جَنائِبُ الكَلاَم
جَنائِبُ الكَلاَم هو أحد مكونات الاتصالات الوصفية التي قد تعدل المعنى، أو تعطي معنى دقيقًا، أو تنقل المشاعر، عن طريق استخدام تقنيات مثل اللحن، الحدة، الجهارة بالصوت، التنغيم
الخ. ولأن معلومات جنائب الكلام هي ظاهرة تعود إلى إشارات صوتية خارجية (أو الكلام كما يسميها فرديناند دو سوسور) وليس إلى القانون التعسفي التقليدي للغة (أو كما ينسبها سوسور إلى اللسان). لمعلومات أكثر اقرأ: النظرية السيميائية وعلم العلامات.

##### العلاقات الرقمية اللغوية (PDAs)
يعتبر هذا بأنه تطور حديث يشتمل على إجراءات نصية عبر الإنترنت تقوم بعكس هذه الوظائف في ما يسمى بجنائب الكلام. يقوم هذا الجهاز المساعد الشخصي الرقمي باعتبار الإعجابات والتفضيلات من بين هذه الإجراءات التي يهتم بها، حيث أنها تساهم في مشاعر الدعم الاجتماعي حتى بدون المعنى الضمني المرتبط بها.
ويُشار إلى هذا أيضاً أحياناً باسم جنائب الكلام النصية (TPL).

### تحديات التواصل

#### التواصل الرمزي عند الأطفال

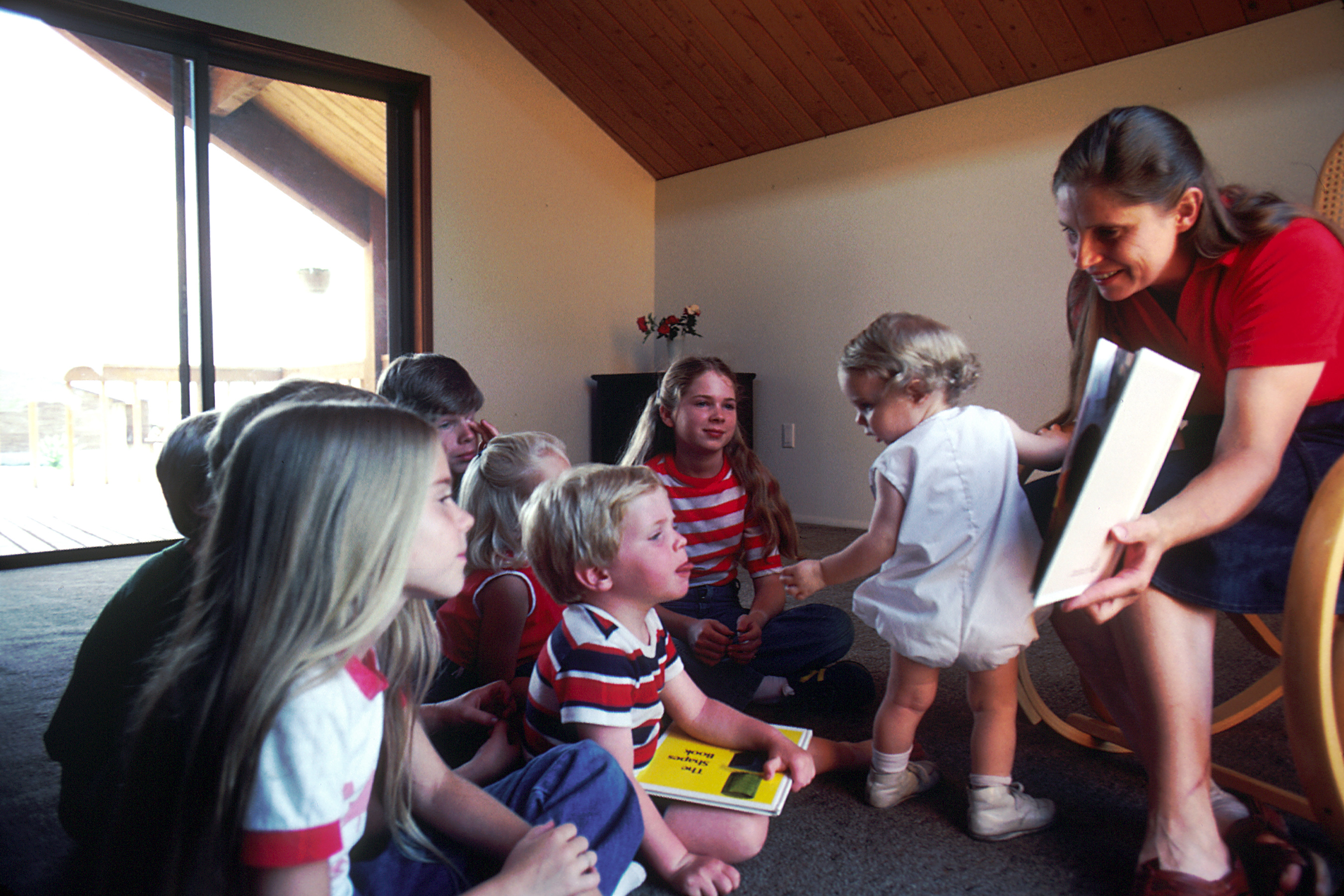
يعد سرد القصص القصيرة أحد أكثر السياقات نفوذاً لمساعدة الأطفال على تطوير لغتهم. الأطفال في هذه الأيام لديهم التكنولوجيا للاستماع ولمس الصور على الكتب المتخصصة للأطفال الذين يستخدمون AAC.

يستخدم الأطفال الصغار كذلك التواصل الرمزي كوسيلة للإشارة إلى الأشياء أو فهم الآخرين من حولهم. ويبدأون الأطفال في فهم أساس اللغة عندما يبلغون تقريباً عامهم الأول. وعلى الرغم من أن اللغة والكلام لا يبدءان عند الأطفال إلا في سن الثانية، إلا أنه يمكنهم التواصل مع آبائهم باستخدام الرموز المتصورة التي التقطوها. يمكن للوالدين استخدام مهارات الاتصال المعزز والبديل للمساعدة في تعزيز رموز أطفالهم ومساعدتهم على فهم التواصل اللفظي، وذلك بالنسبة للأطفال الذين هم أبطأ في فهم مهارات الاتصال اللفظي.
لايمكن للأطفال الذين يعانون من تأخير في الكلام أو غيره من الأمراض العقلية من فهم التواصل اللفظي ولذلك يقومون باستخدام التواصل بالرموز. على الرغم من أنه قد يفهم هؤلاء الأطفال بالفعل الرموز الأساسية مثل إيماءة الرأس «نعم» أو هز الرأس لـ «لا» من خلال مشاهدة والديهم أو الآخرين من حولهم. الأطفال الذين يجدون صعوبة في التحدث لا يمكنهم إظهار مهاراتهم في القراءة والكتابة مع أطفال آخرين في سنهم. يرى الآباء والأمهات الذين يهتمون بشكل خاص بمساعدة أطفالهم على استخدام الاتصال الرمزي في البداية نمواً هائلاً في مهارات التحدث والاتصال.

#### اضطرابات اللغة والتواصل
يُعد مجال اضطرابات التواصل واحد من وظائف الاتصال الرمزي. يتم استخدامه غالبًا للمساعدة في تسهيل التواصل بين الأشخاص الذين يجدون صعوبة في القيام بذلك. توجد أنظمة اتصالات بالصور حيث يتم فيها استخدام حالات مع الأطفال الذين يعانون من القليل من الكلام أوعدم الكلام، ونظام الكتابة عن طريق اللمس المعروف أيضًا باسم بريل للذين يعانون من ضعف البصر، ولغة الإشارة للصم أيضًا.
كذلك يُستخدم التواصل غير العضلي لبعض الأشخاص الذين يعانون من اضطرابات اللغة والتواصل، وغالبًا ما يستخدم في حالة الأشخاص الذين يعانون من القليل من الكلام أو عدم الكلام. أحد هذه العلاجات هو PECS، أو نظام التواصل عن طريق تبادل الصور والذي يستخدم الصور لتوصيل المعنى. حيث أن الهدف النهائي هو أن يكون الشخص قادرًا على التواصل مع الآخرين وظيفيًا.

#### التواصل بين الثقافات
قد تبدأ مشاكل التواصل الرمزي في الظهور، عن التواصل بين الثقافات. وذلك لأن التواصل الرمزي يتضمن رسالة مشتركة بين المتكلم والمستمع، فإن الكلمات التي يتم اعتبارها بأنها عقيمة وغير مؤذية في ثقافة واحدة قد يمكن أن تكون جدلية أو مسيئة في ثقافات أخرى. وعندما لا يحترم الناس ثقافات بعضهم البعض عند التواصل، قد تنشأ مشاكل عند التواصل بين الثقافات. لذلك فهم ما يمكن أن يتسبب في ارتكاب جريمة هو مفتاح السفر أو الدبلوماسية الدولية أو حتى الداخلية عند التفاعل مع أشخاص ليسوا في نفس المحيط الثقافي المباشر.
توجد الحواجزاللغوية أحياناً في التواصل اللفظي. لن يتمكن المتحدثون بلغات مختلفة تقريبًا من التواصل مع بعضهم البعض ما لم يتشاركوا بعض القواسم المشتركة. وذلك لأن الأصوات التي يربطها المتحدثون بالرموزعادة ما تكون مختلفة تمامًا عن الأصوات ذات الرموز المشابهة بلغات أخرى. على هذا النحو، غالباً ما يجاهد الناس لتوصيل الأفكار بين الثقافات المختلفة. وعلى العكس، يمكن أن تسبب الأصوات المتشابهة ذات الرموز المختلفة مشاكل أيضًا. ما قد يكون كلمة عادية في ثقافة ما قد يكون كلمة محرمة في ثقافة أخرى. ولتجنب مثل هذه المشاكل، سوف يستخدم الناس في كثير من الأحيان العبارات الملطفة بدلاً من كلمات المحرمات.
يمكن أن تساعد الإشارات شبه اللغوية مثل الإيماءات والتجويد وتعبيرات الوجه في التواصل بين الثقافات لأنها تميل إلى أن تكون أكثر تشابهًا مع بعضها البعض من الكلمات. إلا أنه يمكن هناك بعض الإيماءات التي يمكن أيضاَ إساءة فهمها عبر الثقافات المختلفة. مثلاً، إيماءة المتابعة التي ترى الاستخدام المتكرر في العديد من البلدان والتي يُفهم أنها جيدة، قد تُعتبر هذه الإيماءة رمزاً سلبياً ويمكن اعتبارها وقاحة للغاية في بلدان أخرى مثل اليونان أو الشرق الأوسط.
يمكن أن تحمل الرموز نفسها التي تمثل الأفكارمعاني مختلفة للمجتمعات المختلفة. المثال الأول الذي يتبادر إلى الذهن هو الصليب المعقوف. في أوراسيا، ترى بعض الثقافات ذلك كرمز للألوهية والروحانية. إلا أنه مع ذلك في العالم الغربي تم تغيير وقلب الرمز واعتماده من قبل النازيين الألمان خلال الحرب العالمية الثانية وهو يحمل الآن أفكار عن العنصرية والمعاداة اللاسمية. ومن ثم قد يؤدي ارتداء هذا الرمز إلى الإساءة إلى الأشخاص الذين يعيشون هناك. كذلك تم انتقاد Pichayapa Natha في عام 2019، وهو عضو في مجموعة نجم البوب BNK48، وذلك بسبب ارتدائه قميصًا يحتوي على صليب معقوفًا خلال بروفة لحفل موسيقي.

## المجتمعات الحيوانية
لا يكون الاتصال بين الحيوانات عادة رمزيًا، وعادة ما يعتبر تعسف العلامات عامل التمييز بين التواصل البشري والحيواني. ومع ذلك، فقد شملت الأبحاث تعليم الشمبانزي، البونوبو، الغوريلا، وإنسان الغاب، التواصل مع البشر وكذلك التواصل مع بعضهم البعض باستخدام لغة الإشارة، والرموز المادية والتكرار (Yerkish) والتي تحتوي على بعض مظاهر التعسف اللغوي. يجادل البعض أيضًا بأن بعض الحيوانات قادرة على استخدام الاسم الرمزي.